# Lorena (São Paulo)
Pour les articles homonymes, voir Lorena.
Lorena est une ville brésilienne de l'État de São Paulo, dans la région métropolitaine de Vale do Paraíba et sur la côte nord. Il est situé à 22º43'51" de latitude sud et 45º07'29" de longitude ouest, à une altitude de 524 mètres. Sa population estimée en 2020 était de 89 125 habitants, et sa superficie territoriale est de 414,16 km² après l'émancipation politique de Canas, son dernier quartier.

## Histoire
La municipalité trouve son origine dans un village né à la fin du XVIIe siècle, pour répondre aux besoins des expéditions de bandeirantes et de voyageurs traversant la rivière Paraíba à la recherche d'or dans le Minas Gerais. Lorena était à l'époque un carrefour important pour plusieurs chemins : le Caminho Geral do Sertão (quittant São Paulo en direction de Lorena) ; le Caminho das Minas (depuis Lorena, en passant par la vallée d'Embaú en direction d'Ouro Preto) ; l'"Ancien" Chemin (de Lorena à Paraty et de là, par voie maritime, jusqu'à Rio de Janeiro) et le "Nouveau" Chemin de Piedade (de Lorena, par voie terrestre jusqu'à Rio de Janeiro).